# La India (cantante)
Linda Bell Viera Caballero (San Juan, Puerto Rico, 9 de marzo de 1969), conocida artísticamente como la India, es una cantante puertorriqueña de salsa, boleros, baladas, pop latino, reguetón, bachata y otros géneros. Ha sido ganadora de un Grammy Latino, nominada en tres ocasiones al Grammy estadounidense y ganadora de siete premios Billboard de la Música Latina.

## Biografía
Linda Bell Viera Caballero nació el 9 de marzo de 1969 en Río Piedras, Puerto Rico. Siendo bebé, sus padres se mudaron a un barrio del sur del Bronx conocido como la Candela. Su nombre de escena se lo dio su abuela, Justa Guadalupe, al ver que tenía rasgos taínos ya que su tez era trigueña y su pelo lacio y negro. Comenzó a cantar siendo una niña e incluso tomó clases de ópera brevemente. Asistió a la escuela primaria en el Bronx, y es ahí donde conoció a Louie Vega, otra persona que se convertiría en una figura clave en su vida, tanto como su productor, así como su marido. Vega es sobrino del icono de la salsa Héctor Lavoe, le presentó a crecientes escenas de hip-hop y el estilo libre de la ciudad, y aunque solo un adolescente, se terminó uniéndose al trío de estilo libre TKA. [cita requerida]
En 2019 se casó con el presentador de televisión peruano Andrés Hurtado. aunque ahora el presentador peruano, reciententemente en prisión preventiva afirmó bajo juramento ante el Juez, ser divorciado. 

## Carrera artística

### 1985-1992: Inicios, TKA y Breaking Night
A los 14 años comenzó su carrera en el mundo del entretenimiento como modelo. En una audición para la agrupación popular "TKA" se descubre el talento de esta maravillosa joven. Con el grupo "TKA" viajó por los Estados Unidos en gira. Luego de años en el grupo, India decide dar paso como solista y firmó un contrato discográfico con Reprise que planeaba en la comercialización como la versión latina de Madonna. En 1990 lanzó su disco en inglés y de música dance, titulado "Breaking Night" del cual obtuvo reconocimiento en la música House/Dance. En 1992 decide dar Por finalizada su relación con Reprise y darle un giro a su carrera musical.[cita requerida]

### 1992-1994: Llegó La India... Vía Eddie Palmieri
En 1992, Eddie Palmieri Isidro Infante en un estudio de grabación quedaron impresionado con la voz de la artista, tanto así que grabaron un álbum "Llegó La India... Vía Eddie Palmieri" este disco marcaba la incursión de Caballero en la salsa y en el mercado latino. El disco alcanzó la posición número 5 en el Billboard Tropical Album. De este disco se desprende su primer éxito radial titulado "Mi Primera Rumba". Le valió una nominación a Premios Lo Nuestro en 1993 como "Artista Femenina Tropical".[cita requerida]

### 1994-1996: Dicen Que Soy, Vivir Lo Nuestro y Primeros Lugares
En 1994, India lanza Dicen Que Soy producido por Sergio George este disco es considerado uno de los más exitoso de su carrera. Sergio escogió canciones para enfatizar el feminismo para que se adapte a su voz. La producción mezcla música salsa con otros ritmos como el funk y la timba. Cinco sencillos fueron lanzados del disco con "Vivir Lo Nuestro", "Dicen Que Soy", "Nunca Voy a Olvidarte" y "Ese Hombre" encabezando la tabla de Billboard Tropical Songs.
"Dicen Que Soy" fue bien recibido por los críticos de música para la disposición y selección de canciones para el álbum. El éxito del disco llevó a la India de recibir un Premio de la Música Latina de Billboard. También le valió tres nominaciones a los "Premios Lo Nuestro 1995" como Artista Femenina Tropical, álbum tropical, canción tropical por "Vivir Lo Nuestro" junto a Marc Anthony. En los Estados Unidos, que alcanzó el puesto número 4 y uno de los álbumes Billboard Top Latin Albums y gráficos tropicales respectivamente, y ha vendido más de 140.000 copias a partir de 2000.[cita requerida]
Vivir Lo Nuestro junto a Marc Anthony producido por el maestro Sergio George  fue interpretado en un concierto de salsa titulado "La Combinación Perfecta" esta canción se ha convertido un éxito mundial. Hoy en día el video musical sobrepasa las 50 millones de reproducciones.

### 1996: Jazzin, Tito Puente y Celia Cruz
En 1996, la India trabajó con Tito Puente en Jazzin, un álbum en idioma inglés de los clásicos de swing con un toque latino en RMM Records. Ese mismo año contribuyó la canción "Banderas" al álbum titulado Voces Unidas, un homenaje a los Juegos Olímpicos de Verano 1996. Ello también dio a conocer la India: Mega Mix, ese mismo año antes de divorciarse Vega. India cantó un dueto titulado "La Voz de la Experiencia"  con Celia Cruz, la Reina de la Salsa. Fue entonces cuando Cruz le dio a la India el título de: La Princesa de la Salsa.

### 1997-1999: Sobre El Fuego
En 1997, La India lanzó al mercado una nueva producción discográfica titulada "Sobre el fuego". Debutó el número 1 en Billboard. Este álbum fue nominado para el Grammy en la categoría "Best Latin Tropical Performance". Después de solamente dos semanas de su lanzamiento llegó al número 1 de las listas tropical/salsa de Billboard convirtiéndose en un éxito instantáneo. También fue nominado al premio "Lo nuestro" que celebraba su décimo aniversario. India fue una de las seleccionadas para el premio Artista Femenina Tropical/Salsa del Año y Vocalista de la Canción Tropical/Salsa del año con "Me cansé de ser la otra". También el vídeo musical de su tema "Costumbres", dirigido por Eddie Harris, ganó un premio ACE en 1998.
El 31 de enero de 1998, India conquistó los corazones de la gente de Puerto Rico en dos presentaciones en el escenario más importante del país: el Centro de Bellas Artes. Estos conciertos marcaron el principio de una gira mundial en celebración a su álbum "Sobre el fuego". Después de su extraordinaria presentación en el concierto de San Valentín en el Madison Square Garden y el Festival de la Calle Ocho, India brindó otra presentación inolvidable.[cita requerida]

### 1999-2002: Sola
En 1999, la cantante editó la producción "Sola" en homenaje a la cantante cubana La Lupe. Con este material musical se presentó en noviembre en el Coliseo Roberto Clemente de San Juan, ganando aplausos de la crítica especializada.

### 2002-2006: Alma y Corazón, Sedúceme, Éxitos
India lanzó "Latin Songbird: Mi Alma y Corazón". Primer sencillo "Sedúceme". El álbum se convirtió en un éxito en las listas latinas y encabezó los Billboard Hot Latin Tracks de EE. UU. durante varias semanas. La canción le trajo una nueva base de fanáticos con muchos premios y nominaciones, incluyendo dos nominaciones al Grammys Latino al mejor álbum de salsa y mejor canción Tropical en 2003, y su tercera nominación a los Premios Grammy por Mejor Álbum de Salsa en 2004. Su sencillo "Seduceme" logró estar 12 semanas número en Billboard. Y Su disco 16 semanas número 1 en la lista Tropical Álbum en Billboard.

### 2006-2010: Soy Diferente
En 2006, la India lanzó el álbum Soy Diferente, que contenía dos canciones que se convirtieron en éxitos-galardonados. En 2008, fue nominada como; Mejor Álbum Tropical Femenino del Año para "Soy Diferente", y Latín Dance Club Play track del año por "Solamente Una Noche" en los Premios Billboard de la Música Latina. Llevándose dos galardones. En este disco colaboraron grandes artistas como; Ivy Queen, Cheka, Tito Nieves, entre otros

### 2010-2014: Estúpida, Única, Giras
El 23 de febrero de 2010, la India de éxito "Estúpida" fue lanzado en iTunes. El sencillo, portada de la versión italiana "Stupida" por Alessandra Amoroso de 2009, fue grabado en dos versiones, una versión de salsa y una versión balada. Se filmaron vídeos para ambas versiones de la canción. "Estúpida" alcanzó su punto máximo en las carteleras tropicales en el número 1, hace que la India sea la mujer con más número 1 en las listas de éxitos tropicales. El noveno álbum de estudio de la India, Única, fue liberado el 1 de junio de 2010.
En 2011 la India continuó lanzando nueva música. India lanzó un dueto con Issac Delgado titulado, "Que no se te olvide", que cuenta con cuatro versiones diferentes, una salsa, otra una mezcla de salsa extendida, una versión bachata, y otro una versión de Nueva York Pop. También, la India lanzó una nueva pista de casa titulado "Tacalacateo", que trabajó en con DJ italiano, Peppe Citarella. Tacalacateo alcanzó el puesto número 13 en Billboard Hot Dance Play.
En 2012, India participa del disco homenaje a Michael Jackson "UNITY: The Latin Tribute to Michael Jackson", un proyecto producido por el arreglista de Tony Succar; en el que interpretó el tema "Earth Song" con arreglos latinos.
En 2014, la India firmó una vez más con el sello discográfico Top Stop Music, que además se integra el proyecto Salsa Giants con Sergio George. India está listo para lanzar su décimo álbum de estudio con Top Stop Music. Se integró para cantar el exitoso tema "Bajo La Tormenta" que se colocó número 1 en Billboard. Y el cual la prensa y fanáticos celebraron el gran regreso de India.

### 2015-Actualidad: Regreso, Intensamente con canciones de Juan Gabriel
Cumpliendo 30 años de Trayectoria. India marca el regreso a la música de la mano de Juan Gabriel. Luego de ambos estar trabajando en este disco juntos decidieron darle punto final, con la ayuda del gran productor y músico Sergio George. Juan Gabriel colabora en este disco con canciones inéditas y un dueto con India. El primer sencillo "Ahora Que Te Vas" abre paso para esta gran producción. El sencillo "Ahora Que Te Vas" rápidamente se colocó número 1 en la lista tropical de Billboard. Con este éxito "Ahora Que Te Vas" India se convierte en la Mujer con más número 1 en las listas tropical de Billboard sobrepasando a Gloria Estefan.
El disco "Intensamente con canciones de Juan Gabriel" salió a la venta el 10 de julio de 2015. Rápidamente debutó número 1 en la lista tropical de Billboard. Logró con este disco estar cuatro semanas consecutivas en la posición número 1. Los críticos y fanáticos, han recibido el disco como uno "De Colección" ya que India muestra una voz más madura y potente. Sin duda, marca el regreso de India. El disco abre con un intro donde Juan Gabriel agradece a India. Cuenta con dos Duetos "Me voy Acostumbrar" junto a Juan Gabriel, que cuenta con una versión pop y salsa. También participa, la nueva revelación de la música Tropical, la banda "Mola" se unen a India para cantar el exitoso tema "No tengo Dinero". En este disco también hay grandes temas como "Inocente de ti" "En cualquier parte del mundo" "Ya no vuelvo a molestarte" "Dimelo" y "Gracias A Dios". Un tema inédito escrito especialmente por Juan Gabriel para India, llamado "Viviendo mi vida", todas estas canciones en salsa.
India participó en la primera edición de los premios Latin American Music Awards, desde el Dolby Theater en Los Ángeles, ocasión que aprovechó para rendirle un sincero homenaje a su madrina la guarachera de Cuba, Celia Cruz, interpretando el tema “El yerberito moderno” Celia Cruz.
“Dímelo”, Se convierte en el segundo corte en promoción. El tema rápidamente se colocó en primer lugar en las listas de popularidad, alcanzando varios número 1, entre ellos, el de la revista Billboard, Con este número 1, India se convierte en la puertorriquena con más número en la famosa revista. El vídeo musical estuvo bajo la dirección e Héctor Iván, de Alfa Recording, quien tuvo a su cargo la dirección del vídeo “Así es Puerto Rico”, de Charlie Aponte, entre muchos otros.
En diciembre, se anunció que la cantante se encontraba nominada a “Artista tropical femenino del año para Premio Lo Nuestro 2016“ [cita requerida]
La India fue una de las artistas invitadas en la Convención Nacional Demócrata, que se realizó desde el 25 de julio en el Wells Fargo Center de Filadelfia. Interpretó el tema "América" junto Raúl Esparza y Huey Dunvar.
El tercer sencillo "Me Voy a Acostumbrar" a dueto con Juan Gabriel, fue lanzado en mayo de 2016. El vídeo cuenta con más de 14 millones de visitas en su canal de vídeos. El tema se posicionó en primer lugar en la lista Tropical de la revista Billboard.
El disco Intensamente India con canciones de Juan Gabriel fue nominado en la categoría de álbum tropical favorito en la segunda edición de los Latin American Music Awards, que se celebrará el 6 de octubre. El álbum también se encuentra nominado a los Latin Grammys, como "Mejor Álbum Salsa 2016".
La India se presentó a casa llena en el Lehman Center for the Performing Arts del Lehman College en el Bronx, Nueva York.
El 17 de noviembre de 2016, India se alzó merecedora de su primer Latin Grammys como "Mejor Álbum Salsa" por su disco "Intensamente Con Canciones de Juan Gabriel".

## Discografía
Álbumes de estudio
- 1990:  Breaking Night
- 1992:  Llegó La India vía Eddie Palmieri
- 1994:  Dicen Que Soy
- 1996:  Jazzin'
- 1997:  Sobre el Fuego
- 1999:  Sola
- 2002:  Latin Song Bird: Mi Alma y Corazón
- 2006:  Soy Diferente
- 2010:  Única
- 2015:  Intensamente con Canciones de Juan Gabriel

Álbumes recopilatorios
- 1993:  Love and Happiness EP
- 1997:  India Megamix
- 2004:  The Best of India
- 2004:  Grandes Éxitos
- 2015:  Pura Salsa
- 2016:  La Mejor Pareja

## Premios y nominaciones

### Premios Grammy Latinos
Los premios Grammy fueron creados por la Academia Nacional de Artes y Ciencias de la Grabación para reconocer a los artistas más destacados en la industria de la grabación. 
| Año  | Categoría              | Álbum/Canción                              | Resultado |
| ---- | ---------------------- | ------------------------------------------ | --------- |
| 2003 | Mejor Álbum Salsa      | Latin Song Bird: Mi Alma y Corazón         | Nominada  |
| 2003 | Mejor Canción Tropical | Sedúceme                                   | Nominada  |
| 2006 | Mejor Álbum Salsa      | Soy Diferente                              | Nominada  |
| 2010 | Mejor Álbum Salsa      | Única                                      | Nominada  |
| 2016 | Mejor Álbum Salsa      | Intensamente Con Canciones de Juan Gabriel | Ganadora  |

### Premios Billboard de la música latina
Los Premios Billboard de la música latina surgió de los Billboard de la Música. Es una entrega de premios que concede la revista Billboard, una publicación de la industria musical, para medir el éxito de ventas y raitings radiales de grabaciones musicales.
| Año  | Categoría                               | Álbum/Canción                     | Resultado |
| ---- | --------------------------------------- | --------------------------------- | --------- |
| 2003 | Álbum Tropical Femenino                 | Latin Songbird: Mi Alma y Corazón | Ganadora  |
| 2004 | Canción Tropical Femenina               | Sedúceme                          | Ganadora  |
| 2006 | Álbum Tropical Femenino                 | Grandes Éxitos                    | Nominada  |
| 2006 | Artista Tropical femenina               | La India                          | Nominada  |
| 2008 | Álbum Tropical Femenino                 | Soy Diferente                     | Ganadora  |
| 2008 | Álbum Tropical Femenino                 | Pura Salsa                        | Nominada  |
| 2008 | Canción Tropical Femenino               | Solamente Una Noche               | Nominada  |
| 2008 | Canción Tropical Femenino               | Lágrimas                          | Nominada  |
| 2008 | Latin Dance Club Play Track of the Year | Solamente Una Noche               | Ganadora  |

### Latin American Music Awards
Latin American Music Awards es una ceremonia de entrega de premios a los mejores músicos latinos del año. Latin American Music Awards es presentado por la cadena de televisión Telemundo. Varios cantantes, actores, presentadores y celebridades del mundo latino se presentan anualmente en este evento. El programa es emitido en todo el continente americano 
| Año  | Categoría         | Álbum/Canción                              | Resultado |
| ---- | ----------------- | ------------------------------------------ | --------- |
| 2016 | Mejor Álbum Salsa | Intensamente Con Canciones de Juan Gabriel | Nominada  |

### Premios Grammy
Los premios Grammy fueron creados por la Academia Nacional de Artes y Ciencias de la Grabación para reconocer a los artistas más destacados en la industria de la grabación. 
| Año  | Categoría            | Álbum/Canción                     | Resultado |
| ---- | -------------------- | --------------------------------- | --------- |
| 1998 | Mejor Álbum Tropical | Sobre el Fuego                    | Nominada  |
| 2000 | Mejor Álbum Salsa    | Sola                              | Nominada  |
| 2004 | Mejor Álbum Salsa    | Latin Songbird: Mi Alma y Corazón | Nominada  |

### Premios Lo Nuestro
Premio Lo Nuestro o Premio Lo Nuestro a la Música Latina es una ceremonia de entrega de premios a los mejores músicos latinos del año. Premio Lo Nuestro es presentado por la cadena de televisión Univisión. Varios cantantes, actores, presentadores y celebridades del mundo latino se presentan anualmente en este evento. El programa es emitido en todo el continente americano.
| Año  | Categoría                 | Álbum/Canción           | Resultado |
| ---- | ------------------------- | ----------------------- | --------- |
| 1993 | Artista Tropical Femenina | La India                | Nominada  |
| 1995 | Canción Tropical          | Vivir Lo Nuestro        | Nominada  |
| 1995 | Artista Tropical femenina | La India                | Nominada  |
| 1995 | Álbum Tropical            | Dicen Que Soy           | Nominada  |
| 1996 | Artista Tropical Femenina | La India                | Nominada  |
| 1998 | Canción Tropical          | Me cansé de ser la otra | Nominada  |
| 1998 | Artista Tropical femenina | La India                | Nominada  |
| 1998 | Álbum Tropical            | Sobre El Fuego          | Nominada  |
| 1999 | Artista Tropical Femenina | La India                | Nominada  |
| 2000 | Artista Tropical Femenina | La India                | Nominada  |
| 2004 | Canción Tropical          | Sedúceme                | Nominada  |
| 2004 | Artista Tropical femenina | La India                | Nominada  |
| 2004 | Álbum Tropical            | Mi Alma y Corazón       | Nominada  |
| 2004 | Artista Salsa             | La India                | Nominada  |
| 2005 | Artista Tropical Femenina | La India                | Nominada  |
| 2007 | Álbum Tropical            | Soy Diferente           | Nominada  |
| 2007 | Artista Tropical femenina | La India                | Nominada  |
| 2008 | Artista Tropical Femenina | La India                | Nominada  |
| 2011 | Canción Tropical          | Estúpida                | Nominada  |
| 2011 | Artista Tropical femenina | La India                | Nominada  |
| 2012 | Artista Tropical Femenina | La India                | Nominada  |
| 2016 | Artista Tropical Femenina | La India                | Nominada  |

### Premios Juventud
| Año  | Categoría                 | Álbum/Canción | Resultado |
| ---- | ------------------------- | ------------- | --------- |
| 2006 | Artista Tropical Favorito | La India      | Nominada  |

## Colaboraciones y Participaciones
- 1992 - Ride On The Rhythm by Louie Vega & Marc Anthony (Wrote/Background Vocals)

- 1993 - When You Touch Me And I Can't Get No Sleep (de "The Album")
- 1994 - Voices In My Mind By Voices (India, Carol Sylvan, Michael Watford)
- 1994 - Vibe P.M. (Masters at Work Remix) (featured with Mondo Grosso)
- 1998 - To Be In Love (MAW Remix) (de MAW Records: The Collection Volume I)
- 1998 - Runaway (de "Nuyorican Soul")
- 2002 - Backfired (de "Our Time Is Coming")
- 1993 - Vivir Lo Nuestro. Dueto con Marc Anthony
- 1995 Reach (Samples "Love & Happiness")
- 1996 -Voces Unidas: The Atlanta Olympics - Banderas
- 1996 - Play The World (Samples "Love & Happiness")
- 1997 - Hazme El Amor (de "Es De Nueva York") Con Oscar D'León
- 1998 - The Last Days Of Disco. Banda sonora original de la película - I Love The Nightlife (Disco Round)
- 1999 - India Con Lavoe (Viva Puerto Rico) Haus-A-Holics - Latin Spice EP
- 2001 - Qué Pasa by Haus-A-Holics (Muestras de "Oye Como Va" con Tito Puente, Jr.)
- 2003 - Empire. Banda sonora original de la película - Imperio
- 2004 - Ya No Queda Nada Con Tito Nieves, Nicky Jam, and K-Mil
- 2005 - No Debes Jugar (de Selena Vive)
- 2006 - Usted Abusó (from "Mi Sueño") Con Marlon Fernández
- 2006 - Tocarte Toa Con R.K.M & Ken-Y, Polaco, Nicky Jam, and Carlitos Way
- 2007 - 90 Millas (de 90 Millas) Con Gloria Estefan
- 2007 - Un Amor Tan Grande (de Sentimiento De Un Rumbero) Con Michael Stuart
- 2008 - Mala (Tropical Remix) (de "Mala") Con Yolandita Monge
- 2015 - Yo soy mujer ajena  Remix Luis Andrés y La India desde el Bellas Artes

- 2009 - El Amor (Salsa Remix) Con Tito "El Bambino
- 2010 - "Un verano En Nueva York" (from Banco Popular De PR - Salsa, Un Homenaje A El Gran Combo Album)
- 2009 - I Can't Live Without Music Con The Transatlatins
- 2011- "Que No Se Te Olvide" Con Issac Delgado
- 2011 - Maldito y Bendito Amor (de Independiente) Con Tito Rojas
- 2013 - "Tu no tienes alma" (desde "Y Si Fueran Ellas")
- 2014 - "Bajo La Tormenta" (desde Sergio George Presents: Salsa Giants Plus)
- 2015 - Tony Succar - Unity the Latin Tribute to Michael Jackson "Earth song"
- 2016 - "Tu Amor es mi Piel" parte de la banda sonora de Sin Senos Sí hay paraíso.